# D-558-1 (航空機)
D-558-1
2人のパイロット（左：マリオン・カール、右：ターナー・コールドウェル）とD-558-1（1947年）。
- 用途：実験機
- 製造者：ダグラス・エアクラフト
- 運用者

  - アメリカ合衆国海軍航空局（英語版）
  - アメリカ航空諮問委員会
- 初飛行：1947年4月14日
- 生産数：3
- 生産開始：1946年
- 退役：1953年6月10日
- 運用状況：展示中

D-558-1は、アメリカ合衆国の実験機。愛称はスカイストリーク（Skystreak）。ジェットエンジン単発の実験機であり、ダグラス・エアクラフトによりアメリカ合衆国海軍航空局がアメリカ航空諮問委員会と合同で行う実験のために3機が製造された。当時の最高速度の世界記録を樹立し、遷音速飛行の研究に貢献した航空機である。

## 開発
D-558計画は、アメリカ合衆国海軍航空局とアメリカ航空諮問委員会が、遷音速から超音速の飛行を研究するために立案された。原計画では、ジェット機、ロケットエンジンとジェットエンジンの混載、実用軍用機の設計とモックアップ製造の3段階で実施する構想であった。第一段階として、D-558-1を設計、6機を製造する契約が1945年6月22日になされた。原計画では6機の機体は、機首と機体側面にエアインテークを備え、翼型が部分ごとに変化するものであった。だが、計画が早い段階で変更されて製造数は3機に減らされ、エアインテークは機首のみ、翼型も一様のものとなった。第二段階は中止され、その代わりにロケットエンジンとジェットエンジンを混載する超音速機D-558-2が新たに設計された。
1946年より製造が開始された1号機は、1947年1月に完成した。機体にはマグネシウム合金を大量に使用し、翼はより一般的なアルミニウム合金であった。遷音速時に発生する現象が不詳であったため、機体は18Gに対応できる強度で設計された。加えて、操縦席を含む機体前方を緊急時に分離可能な設計とした。機体にはひずみゲージや加速度計などのセンサー類を含む500ポンド（230kg）以上の実験用機材が、400箇所に組み込まれていた。主翼は、1枚に400箇所の小さな穴が開けられており、風圧力データの収集が可能となっていた。
主翼には後退角が付けられていなかったが、ターボジェットエンジンの出力のみで離陸が可能であった。エンジンには、アメリカ合衆国初の軸流式ジェットエンジンであるJ35-A-11を採用し、230USガロン（871リットル）のケロシン系ジェット燃料を搭載した。翼端に増槽を取り付けることも可能であった。

## 運用

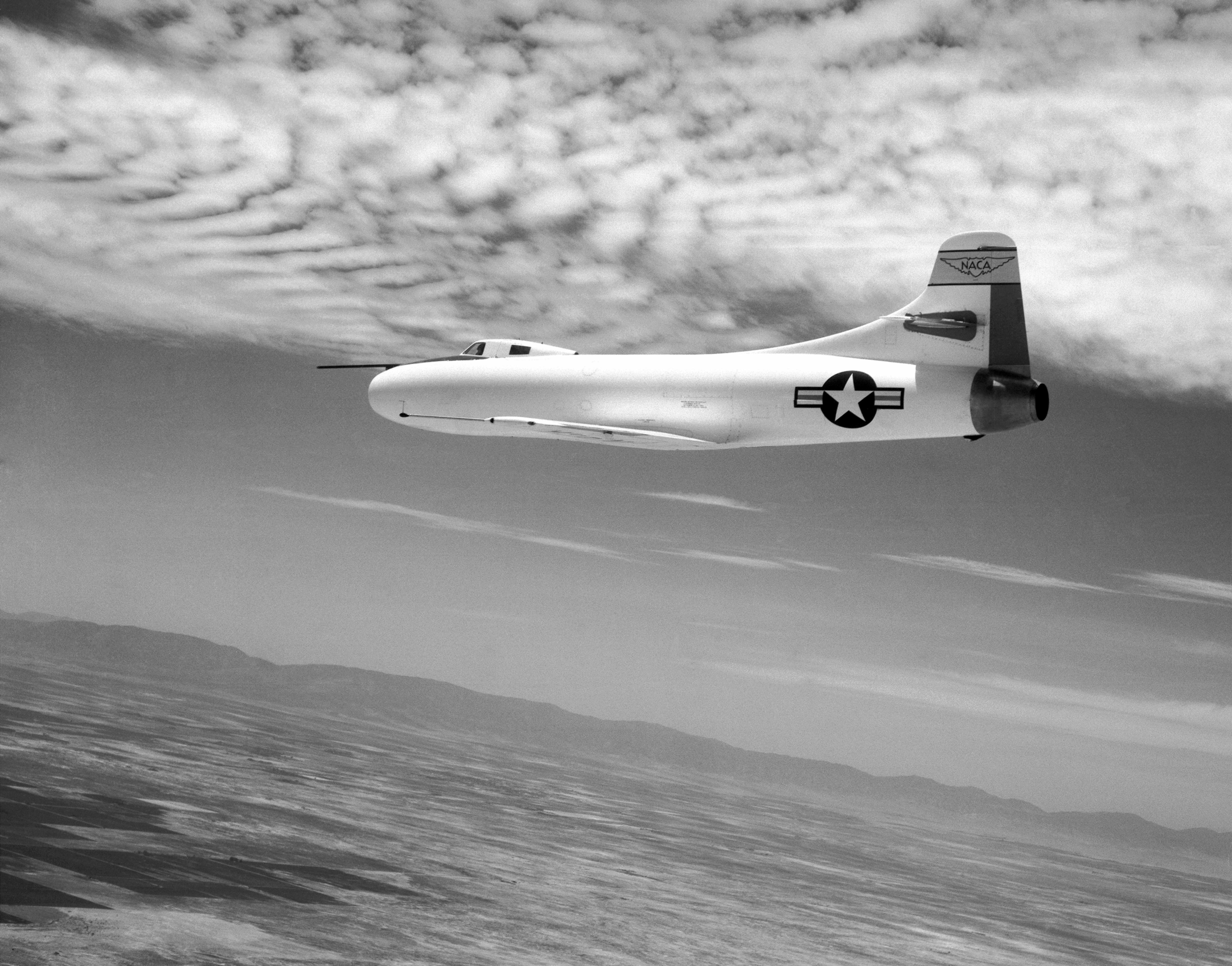
飛行中のD-558-1

当初全ての機体は深紅の塗装であったことから、「クリムゾン・テスト・チューブ」（crimson test tube）とあだ名を付けられたが、後にアメリカ航空諮問委員会により、写真撮影・光学追跡性を向上させるため、動翼以外が白に塗り替えられている。1号機は、1947年4月14日にミューロック陸軍飛行場で初飛行した。8月20日、1号機は海軍のターナー・コールドウェル中佐により、1,031.178km/h（640.744mph）の世界新記録を樹立した。これは、第二次世界大戦中の1941年10月はじめに達成されたドイツのMe 163Aによる非公式記録1,004km/hを上回る速度であった。その5日後には、海兵隊のマリオン・カール中佐が操縦する2号機により更新された。
1号機は海軍、空軍、ダグラスを通じ101回の飛行を行った後の1949年4月、航空諮問委員会のミューロック試験飛行隊に送られた。ミューロックでは飛行することはなく、その後フロリダ州のペンサコーラ海軍航空基地にある国立海軍航空博物館で展示されている。
2号機は海軍とダグラスが27回の飛行を行った後、1947年11月に航空諮問委員会に送られた。ミューロックの機械研究部門で数多くの研究対象となり、墜落するまでに19回の飛行を行った。1948年5月3日、圧縮機の分解により離陸に失敗し墜落、パイロットだったハワード・C・リリーは死亡した。
3号機は1949年にミューロックに送られ、2号機で行う予定の試験を代わって消化した。亜音速での飛行についての貴重なデータ収集に用いられた3号機は、78回の飛行を行い、1953年6月10日に退役した。その後、ノースカロライナ州シャーロットのシャーロット・ダグラス国際空港にあるカロライナズ航空博物館で展示されている。
D-558-1は、マッハ0.99まで到達したが、超音速飛行は降下中にしか実現しなかった。一般人への印象ではD-558-1の実績は、チャック・イェーガーとX-1の影に隠れているが、航空工学研究の面では短時間の超音速飛行に過ぎなかったX-1に対し、長時間の遷音速飛行によって重要な役割を果たしている。

### 一覧
| #     | 機体番号 | 機体番号   | 飛行回数 | 現状                               |
| #     | 海軍     | 諮問委員会 | 飛行回数 | 現状                               |
| ----- | -------- | ---------- | -------- | ---------------------------------- |
| 1     | 37970    | NACA-140   | 101      | 国立海軍航空博物館で展示           |
| 2     | 37971    | NACA-141   | 46       | 1948年5月3日、離陸に失敗し、墜落。 |
| 3     | 37972    | NACA-142   | 81       | カロライナズ航空博物館で展示       |
| 4 - 6 |          |            |          | 発注後キャンセル                   |

## 要目

三面図

出典: 
諸元
- 乗員: 1名
- ペイロード: 227 kg （500 lb）
- 全長: 10.87 m （35 ft 8 in）
- 全高: 3.68 m （12 ft 1 in）
- 翼幅: 7.62 m（25 ft 0 in）
- 翼面積: 14.00 m2 （150.7 ft2）
- 空虚重量: 3,498 kg （7,711 lb）
- 有効搭載量: 4,583 kg （10,105 lb）
- 動力: アリソン J35-A-11 ターボジェット、22 kN （5,000 lbf）  × 1基

性能
- 最大速度: 1,050 km/h （650 mph（海面））
- 失速速度: 221 km/h （137 mph）
- 実用上昇限度: 13,900 m （45,700 ft）
- 上昇率: 2,810 m/min （9,220 ft/min）
- 翼面荷重: 330 kg/m2 （67 lb/ft2）
- 推力重量比: 0.51